# Strategia konkurencji
Strategia przedsiębiorstwa – zespół skoordynowanych, dostosowanych do sytuacji firmy oraz otoczenia, sposobów osiągnięcia celów przedsiębiorstwa. Strategia jest zatem zbiorem określonych zasad zarządzania stosowanych przez menedżerów przedsiębiorstw, które są stałe w pewnym okresie i prowadzą do osiągnięcia celu. Zasady te uwzględniają zarówno zasoby przedsiębiorstwa, jak i reakcje otoczenia.
W strategii konkurencji chodzi o to, żeby się wyróżniać. Oznacza ona świadomy wybór odmiennego zbioru czynności, aby dostarczać szczególnej mieszanki wartości. Konkurencję strategiczną można traktować jako proces obmyślania nowych pozycji odciągających klientów od już istniejących pozycji albo przyciągających na dany rynek nowych klientów.
Istnieją trzy podstawowe strategie, za pomocą których można uzyskać wyniki lepsze od innych firm w danym sektorze. Są to:
1. wiodąca pozycja pod względem kosztów całkowitych;
2. zróżnicowanie;
3. koncentracja.

Wdrożenie strategii wymaga całkowitego zaangażowania się firmy i przyjęcia wspomagających rozwiązań organizacyjnych. Posiadane środki mogą ulec rozproszeniu, jeśli istnieje więcej niż jeden podstawowy cel, jednak możliwe jest równoczesne stosowanie w firmie więcej niż jednej z wymienionych strategii.

## Wiodąca pozycja pod względem kosztów całkowitych
Strategia ta polega na zdobyciu wiodącej pozycji w sektorze pod względem kosztów całkowitych za pomocą zbioru funkcjonalnych zasad postępowania. Wymaga agresywnego inwestowania w urządzenia produkcyjne na efektywną skalę, energicznego dążenia do obniżania kosztów poprzez zdobywanie doświadczenia, ścisłą kontrolę kosztów bezpośrednich i ogólnych, unikanie klientów o marginalnym znaczeniu, unikanie kosztów w takich dziedzinach, jak B+R, obsługa posprzedażowa, zespół sprzedawców, reklama itd. Motywem przewodnim całej strategii staje się niższy koszt wytwarzania w porównaniu z konkurencją, chociaż nie można pomijać jakości, poziomu obsługi i innych zagadnień. Istota strategii minimalnych kosztów wymaga kultury organizacyjnej minimalizującej koszty (spartańskie biura, ograniczone dodatki pozapłacowe, poczucie potrzeby oszczędności itd.), braku tolerancji dla jakichkolwiek strat, ciągłej kontroli kosztów, nowoczesnych technologii, rygorystycznie przestrzeganych kryteriów alokacji zasobów, kontroli nad czynnikami kosztów (korzyściami skali, wykorzystaniem mocy, zakresem asortymentowym, funkcjonowaniem łańcucha wartości).
Utrzymanie pozycji niskich kosztów przynosi przedsiębiorstwu wyższe od przeciętnych zyski, mimo obecności mocnych sił konkurencyjnych. Kosztowa pozycja zapewnia firmie ochronę przed rywalizacją ze strony konkurentów – niższe koszty oznaczają, że będzie ona osiągać zyski nawet wtedy, kiedy konkurenci utracą swoje w wyniku rywalizacji. Pozycja niskich kosztów broni firmę przed potężnymi nabywcami, którzy mogą wykorzystywać swoją siłę jedynie do obniżania ceny do poziomu, który oferuje kolejny pod względem sprawności konkurent. Niski koszt stanowi obronę przed potężnymi dostawcami, gdyż zapewnia większą elastyczność przy podwyższaniu kosztów nakładów. Czynniki prowadzące do pozycji niskich kosztów zazwyczaj stwarzają też poważne bariery wejścia pod względem ekonomii skali czy przewagi cenowej. Ponadto pozycja niskich kosztów zazwyczaj stawia firmę w korzystnej sytuacji, jeśli chodzi o substytuty, w porównaniu z jej konkurentami w sektorze. Tak więc pozycja niskich kosztów chroni firmę przed wszystkimi pięcioma siłami konkurencyjnymi, gdyż przetargi prowadzone przez nabywców mogą obniżać zyski tylko do momentu, gdy znikną zyski kolejnego najsprawniejszego konkurenta, jako że naciski konkurencji najpierw dadzą się we znaki mniej sprawnym konkurentom.
Osiągnięcie pozycji niskich kosztów całkowitych często wymaga wysokiego względnego udziału w rynku albo innych rodzajów przewagi, na przykład korzystnego dostępu do źródeł surowców. Może też wymagać zaprojektowania wyrobów tak, aby ułatwić proces ich wytwarzania, rozszerzenia asortymentu pokrewnych wyrobów w celu rozłożenia kosztów i obsłużenia wszystkich głównych grup nabywców dla zwiększenia wolumenu sprzedaży. Z kolei wprowadzenie strategii niskich kosztów może wymagać poważnych bezpośrednich nakładów inwestycyjnych na urządzenia odpowiadające najnowszej technice, agresywnego ustalania cen i uwzględniania strat związanych z rozbudową udziału w rynku. Duży udział w rynku może z kolei pozwolić na oszczędności przy zaopatrzeniu, jeszcze bardziej obniżające koszty. Gdy osiągnie się wiodącą pozycję niskich kosztów, zapewniającą wysokie zyski, to można je zainwestować w nowe urządzenia i nowoczesne wyposażenie dla utrzymania tej pozycji. Taka reinwestycja może być wstępnym warunkiem utrzymania pozycji niskich kosztów.
Strategia wiodącej pozycji pod względem kosztów całkowitych ma największy sens, gdy cena jest dominującym kryterium zakupów, gdy produkty są standardowe, gdy możliwości zróżnicowania są bardzo ograniczone, gdy nabywcy wykorzystują produkty w podobny sposób i mają podobne oczekiwania, gdy nabywcy mają silną pozycję wobec dostawców.

### Ryzyko
Strategia ta narażona jest na różnego rodzaju ryzyka. Ryzyko to może być związane między innymi z:
- zmianą techniczną niweczącą poprzednie inwestycje lub uczenie się,
- dochodzeniem do niskich kosztów przez nowo wchodzących do danego sektora lub przez konkurentów, w wyniku naśladownictwa albo przez możliwość zainwestowania w urządzenia odpowiadające najnowszej technice,
- niedostrzeganiem potrzeby dokonania zmian w wyrobach lub w marketingu, ze względu na nadmierną uwagę poświęconą kosztom,
- inflacją kosztów, ograniczającą możliwość utrzymania przez firmę różnicy cen równoważącej prestiż znaków firmowych konkurentów lub stosowanie innych sposobów różnicowania wyrobów.

## Zróżnicowanie
Druga podstawowa strategia polega na zróżnicowaniu wyrobu lub usługi oferowanej przez przedsiębiorstwo, na stworzeniu czegoś, co w całej branży uznawane jest za unikalne. Sposoby zróżnicowania mogą być różne: wzór wyrobu lub marka, technologia, cechy wyrobu, obsługa posprzedażowa, sieć posprzedażowa. Najlepiej gdy firma różnicuje się pod kilkoma względami. Należy podkreślić, że strategia zróżnicowania nie pozwala firmie na pomijanie wysokości kosztów, ale nie są one podstawowym celem strategicznym. Jeśli uda się osiągnąć zróżnicowanie, to staje się ono żywotną strategią uzyskiwania wyższej od przeciętnej stopy zysku w danym sektorze, gdyż stwarza pozycję możliwą do obrony przed pięcioma siłami konkurencyjnymi, chociaż w inny sposób niż w przypadku wiodącej pozycji pod względem kosztów. Zróżnicowanie chroni przed konkurencyjną rywalizacją ze względu na lojalność klientów wobec marki i wynikającej z niej mniejszą wrażliwością na cenę. Zwiększa też marżę zysków, co pozwala uniknąć konieczności zajmowania pozycji niskiego kosztu. Lojalność klientów i konieczność przezwyciężania unikalności przez konkurentów stanowią jednocześnie przeszkody wejścia. Zróżnicowanie zapewnia wyższe marże zysku umożliwiające przeciwstawienie się sile dostawców, a jednocześnie w oczywisty sposób ogranicza siłę nabywców, którzy nie mają porównywalnych wyrobów i dlatego są mniej wrażliwi na ceny. Firma, która zróżnicowała się w celu zdobycia lojalności klientów, będzie miała lepszą pozycję wobec wyrobów substytucyjnych niż jej konkurenci.
Istotą strategii zróżnicowania jest stworzenie takiej oferty dla odbiorców, którą trudno imitować, wbudowanie w ofertę atrybutów produktu lub systemu współpracy, który zwiększa satysfakcję odbiorcy (np. zmniejsza jego straty, koszty, potrzeby adaptacji itp.), ma wyraźne materialne i niematerialne elementy. Strategia zróżnicowania oznacza szukanie możliwości zróżnicowania wzdłuż całego łańcucha wartości. Wymaga systematycznych innowacji lub ochrony patentowej oferty, tworzenia opcji dla odbiorców i zaspokajania ich potrzeb z pewnym wyprzedzeniem, stałego podtrzymywania i wzmacniania marki, wzmacniania sygnałów o realnym i symbolicznym zróżnicowaniu oferty, stałej ochrony podstaw, na których opiera się zróżnicowanie.
Zróżnicowanie może niekiedy uniemożliwiać zdobycie dużego udziału w rynku. Często wymaga zrezygnowania w pewnym stopniu z masowej sprzedaży, czego nie da się pogodzić z tak dużym udziałem. Częściej jednak osiągnięcie zróżnicowania odbywa się za cenę gorszej pozycji kosztowej, ponieważ czynności potrzebne do jego uzyskania są z natury kosztowne. Chociaż klienci w całym sektorze uznają wyższość danej firmy, to nie wszyscy będą chcieli lub mogli płacić wyższe ceny.
Strategia zróżnicowania ma największy sens, gdy jest wiele sposobów budowania odmienności w oparciu o techniczne parametry, ekonomię, wymiary jakości, gdy potrzeby odbiorców i tryb korzystania z oferty jest zróżnicowany, gdy konkurenci wybierają własne drogi, a koszty imitacji są wysokie, gdy standardowe sposoby masowego konkurowania zostały wypróbowane i nie odniosły efektu ze względu na zróżnicowanie potrzeb odbiorców.

### Ryzyko
Zróżnicowanie wiąże się z kilkoma rodzajami ryzyka. Występuje ono wówczas, gdy:
- różnica kosztów między konkurentami o niskich kosztach a zróżnicowaną firmą staje się zbyt duża; nabywcy, mimo przywiązania do marki, rezygnują z niektórych cech, usług czy prestiżu zróżnicowanej firmy na rzecz oszczędności,
- zmniejsza się zapotrzebowanie nabywców na to, co stanowi przedmiot zróżnicowania; zjawisko to może wystąpić w miarę zwiększania się wyrafinowania nabywców,
- naśladownictwo zmniejsza dostrzegalne zróżnicowanie; sytuacja taka często występuje w miarę dojrzewania danego sektora.

## Koncentracja
Trzecim rodzajem strategii jest koncentracja na określonej grupie nabywców, określonym wycinku asortymentu wyrobów lub rynku geograficznym. Koncentracja, podobnie jak zróżnicowanie, może przybierać różne formy. Gdy strategie niskiego kosztu i zróżnicowania zmierzają do realizacji celu w skali całego sektora, to strategia koncentracji jest tworzona z myślą o szczególnie dobrej obsłudze określonego segmentu, a każda z funkcjonalnych zasad postępowania jest temu podporządkowana. Strategia ta opiera się na założeniu, że firma w ten sposób może obsłużyć sprawniej i skuteczniej, niż konkurencja działająca w szerszej skali, swój wąski strategiczny segment. W efekcie firma albo osiąga zróżnicowanie w wyniku lepszego zaspokajania potrzeb swojego segmentu, albo obniża koszty jego obsługi, albo jedno i drugie. Chociaż strategia koncentracji nie zapewnia niskich kosztów czy zróżnicowania z perspektywy rynku jako całości, to osiąga jedną lub obie te cechy w odniesieniu do swojego wąskiego segmentu rynku.
Strategia koncentracji zawsze wiąże się z pewnymi ograniczeniami możliwego do osiągnięcia udziału w całym rynku. Koncentracja, z konieczności, wymaga rezygnacji z części wolumenu sprzedaży na rzecz rentowności.

### Ryzyko
Koncentracja wiąże się z różnymi rodzajami ryzyka i występują one wówczas gdy:
- zwiększa się różnica kosztów między konkurentami działającymi na szeroką skalę a firmą skoncentrowaną, co eliminuje korzyści kosztowe wynikające z obsługiwania wąskiego rynku albo równoważy zróżnicowanie wynikające z koncentracji,
- różnice w wyrobach lub usługach pożądanych przez wybrany strategiczny segment i przez cały rynek zmniejszają się,
- konkurenci wyszukują węższe podsegmenty w wybranym segmencie strategicznym, uzyskując jeszcze większą koncentrację niż firma koncentrująca się.